# Ickbach
Ickbach – rzeka w Niemczech, w Bawarii o długości 9 kilometrów. Jest lewym dopływem Breitbach. Swoje źródło bierze w okolicach Oberickelsheim. Rzekę przecina autostrada A7 i linia kolejowa Monachium – Würzburg.

## Miejscowości położone nad Ickbach
- Oberickelsheim
- Wässerndorf
- Gnötzheim